# Amdo
| Tibetische Bezeichnung                  |
| --------------------------------------- |
| Tibetische Schrift: ཨ་མདོ                |
| Wylie-Transliteration: a mdo            |
| Aussprache in IPA: [amto]               |
| Offizielle Transkription der VRCh: Amdo |
| THDL-Transkription: Amdo                |
| Andere Schreibweisen: —                 |
| Chinesische Bezeichnung                 |
| Traditionell: 安多                      |
| Vereinfacht: 安多                       |
| Pinyin:Ānduō                            |

Amdo ist eine nordosttibetische Region, die sich über die heutigen chinesischen Provinzen Qinghai, Gansu und Sichuan erstreckt. Sie wird zusammen mit Kham und Dbus-Gtsang als eine der drei historischen Provinzen Tibets bezeichnet, war jedoch nie eine administrative Einheit. Bis ins 19. Jahrhundert taucht der Begriff nicht einzeln auf, sondern in Kombination mit Kham als Dokham (mdo khams) und bezeichnet Osttibet.

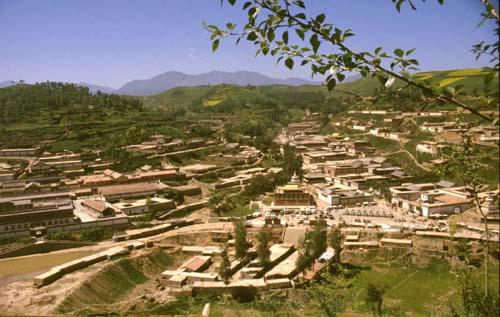
Panorama des Kumbum-Klosters in Amdo

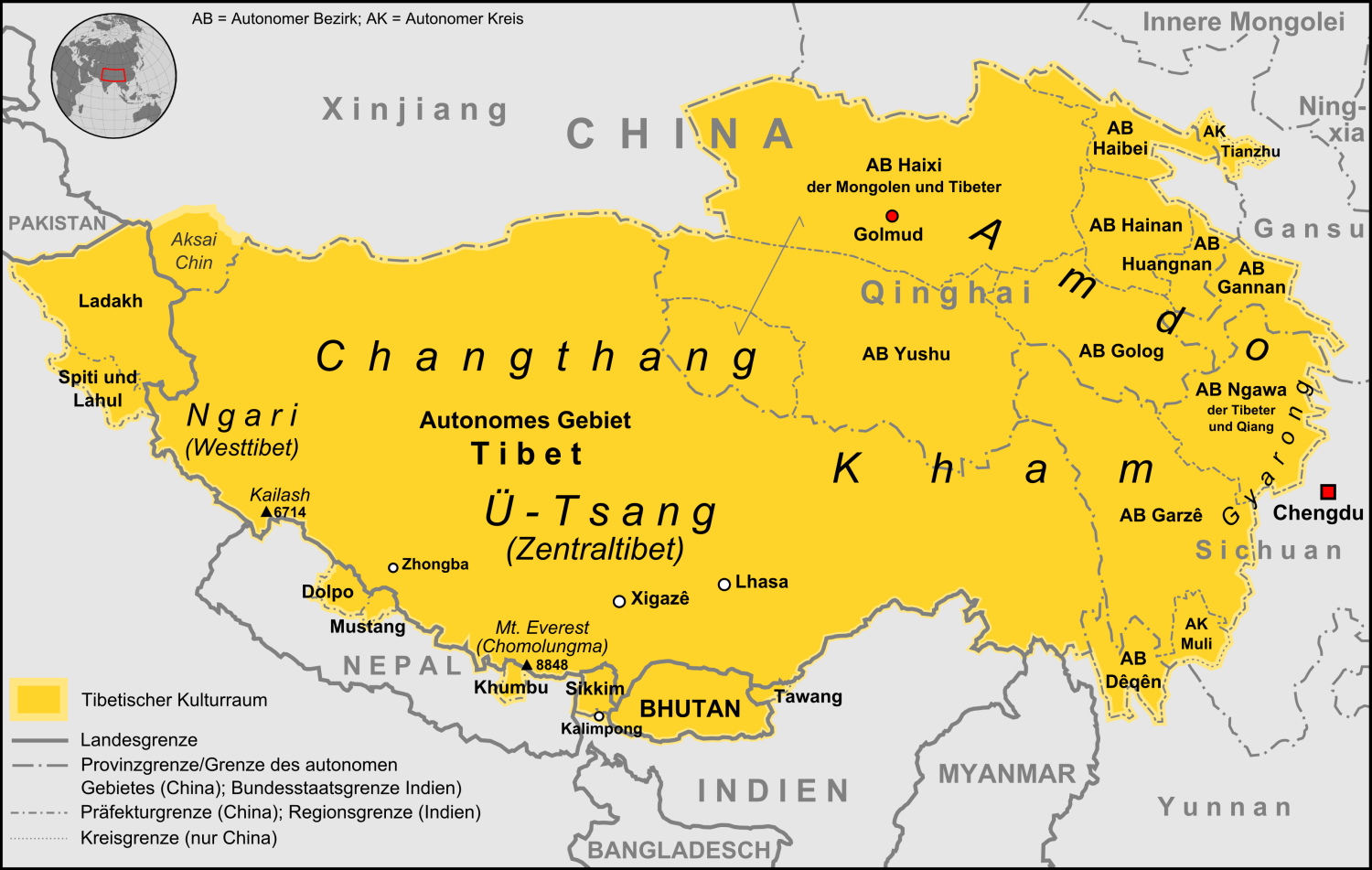
Amdo als Teil des tibetischen Kulturraums

## Geographie
Geographisch hebt sich Amdo von Kham grob umrissen durch das Einzugsgebiet des Oberlaufs des Gelben Flusses ab – mit weiten, von Nomaden genutzten Hochlandsteppen im Westen und Südwesten und ackerbaulich genutzten Tälern im Osten und Nordosten. In den landwirtschaftlichen Gebieten Amdos hat der Gelbe Fluss großartige Canyon-Landschaften geschaffen, die mehrfach für große Wasserkraft-Projekte (Longyang Xia, Liujia Xia, Lijia Xia) genutzt wurden und den Strom produzieren, der zu einem der Hauptexportartikel der Provinz Qinghai geworden ist.
Amdo als Provinz zu bezeichnen ist im Sinn einer Kulturprovinz richtig, der tibetische Kulturraum Amdos auch einer der bedeutendsten und abwechslungsreichsten im Hochland von Tibet.

## Geschichte
Vom 7. bis zum 9. Jahrhundert dehnte sich die Tibetische Monarchie vom Tarimbecken im Norden, China im Osten, Indien und Nepal im Süden bis zur Kaschmir-Region im Westen aus. Die neu hinzugewonnenen Herrschaftsgebiete im Osten und Nordosten wurden Mdo-Khams genannt. Die Region Amdo umfasste den nordöstlichen Teil Tibets und reichte vom Oberlauf des Gelben Flusses nordostwärts bis Mchod-rten dkarpo (heute Provinz Gansu in China). Nach 1270 wurde die Region von der mongolischen Yuan-Dynastie erobert und in mehrere Teilgebiete gegliedert, die 1724 unter die Kontrolle der Qing-Dynastie gerieten. Nach der Niederschlagung eines mongolischen Aufstandes wurde Amdo offiziell ins chinesische Provinzsystem eingegliedert, seit 1928 gehört der größte Teil zur Provinz Qinghai.

## Bevölkerung
Die Einwohner Amdos nennen sich demgemäß auch nicht Böpa (bod pa), wie das tibetische Wort für Tibeter lautet, sondern Amdowa (a mdo pa). Diese Regionalbezeichnung der Bevölkerung erstreckt sich trotzdem ausschließlich auf tibetische Dialekte sprechende Gruppen, die außer im Haupttal zwischen Xining und Lanzhou in Gansu (dem Flusstal des Huang Shui, tib. Tsong Chu) und angrenzenden Regionen sowie in und um einige weitere große Städte die Mehrheit ausmachen. Weitere nicht-Han-chinesische ethnische Gruppen sind – neben den zahlreichen Hui-Muslimen – Mongolen, Monguor (Tuzu), Salaren, Bonan (Bao'an), Dongxiang u. a. (vgl. Qinghai und Gansu). Entsprechend tragen die meisten Verwaltungseinheiten unter der Provinzebene das Adjektiv „tibetisch“ in ihrer Bezeichnung: Tibetische Autonome Präfektur (TAP) Golog, TAP Huangnan, TAP Hainan usw.

## Klöster

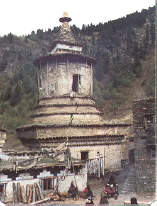
Großer Chörten des Klosters Bangtuo Si (Kreis Zamtang, Ngawa, Sichuan)

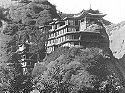
Kloster Shadzong Ritrö in Tsongkha (Qinghai)

Berühmte Klöster der Region sind u. a.
- Kumbum Champa Ling (chin. Ta'er Si) in Qinghai,
- Labrang Tashi Khyil in Süd-Gansu,
- Qutan Si (Gotamde), Youning Si (Rgolong), Rongwo Gönchen (Longwu Si) und
- Rakya Gompa in Qinghai,
- Dzamthang Chöde Chenpo, das Hauptkloster des Jonang-Ordens in Dzamthang sowie die buddhistische Klosterakademie von Jigme Püntsog, Larung Gar, in Serthar (beide in Sichuan).

Historisch bedeutend können auch sehr kleine Klöster sein, wie Shadzong Ritrö, in dem der spätere große tibetisch-buddhistische Reformator Tsongkhapa als Dreijähriger vom 4. Karmapa geweiht wurde, sowie Shyachung Gompa (Jachung-Kloster, bya khyung), in dem dieser seine Mönchsausbildung begonnen hat.

## Tibetische Kultur in Amdo

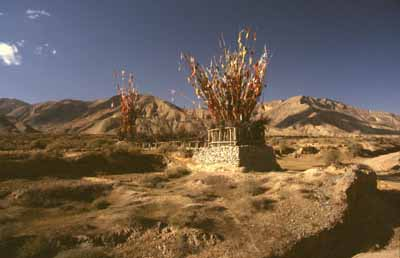
Lhato – eine Steinsetzung als Opfergabe für die Götter im Rebkong-Tal

Neben der ausgeprägten Klosterkultur sind in Amdo auch in großer Zahl Volksbräuche und Kulturgüter erhalten geblieben bzw. wiederbelebt worden, die in Zentraltibet nicht so häufig zu sehen sind. Insbesondere die Lhatos, Steinsetzungen, die als Opfergabe an die Götter errichtet werden, mit ihrem üppigen Gebetsfahnenschmuck und übergroßen Holzpfeilen, die den Berggöttern geweiht sind, können als Charakteristikum von Amdo angesehen werden.